# Perkolator

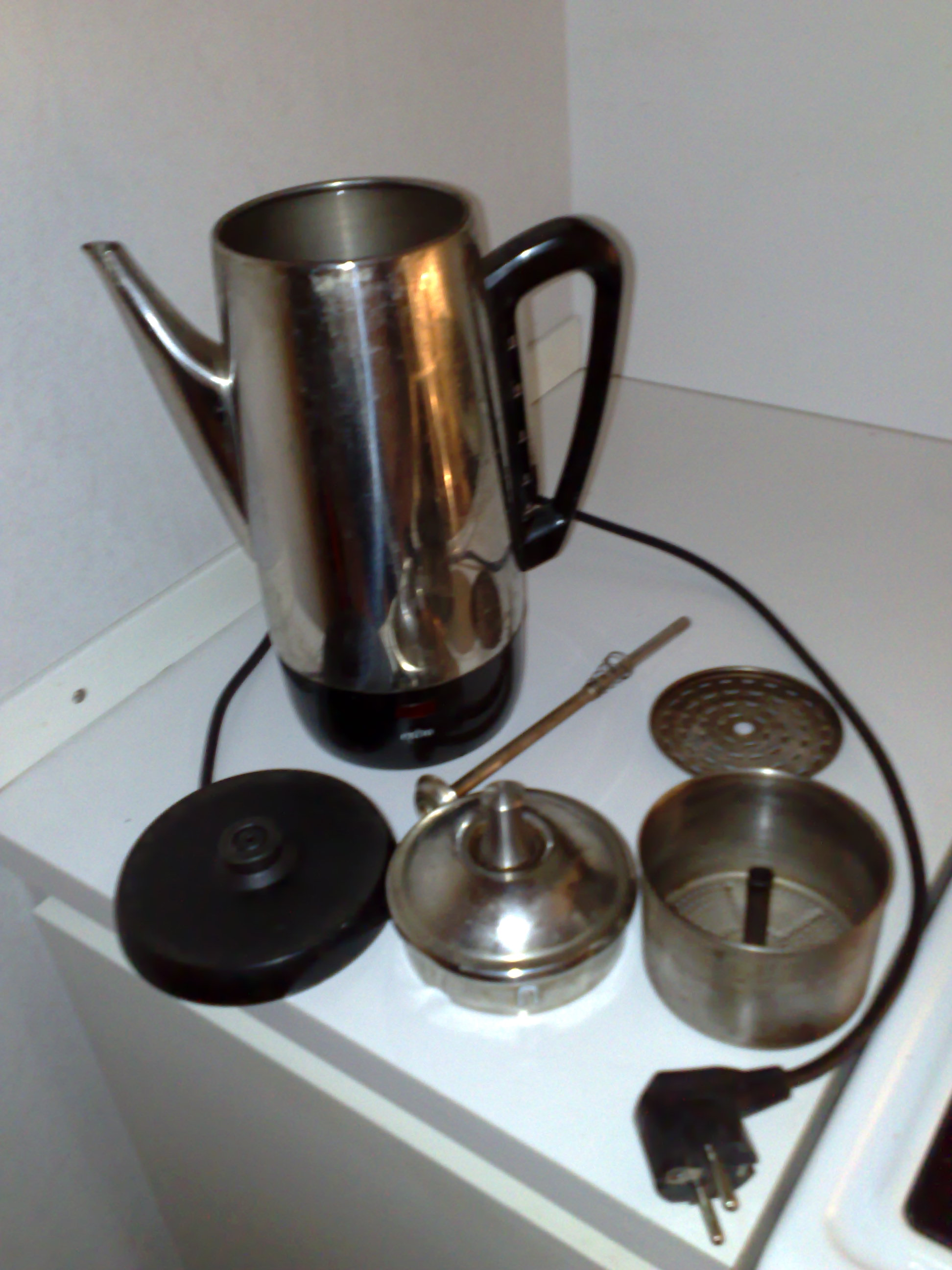
Perkolator

Perkolator eller cirkulationsperkolator, är en sorts kaffebryggare som till utseendet påminner om en termos. Den benämns ibland även som en äldre typ av kaffekokare. Det som utmärker perkolatorn och skiljer den från en vanlig kaffebryggare beträffande dess funktion, är att vattnet passerar kaffefiltret flera gånger tills vattnet når koktemperatur varefter temperaturen reduceras av en termostat (eller strömmen bryts manuellt på enklare modeller) så att perkoleringen upphör. Vanligen har den direkt elanslutning och uppvärmningen sker i perkolatorn.

## Teknisk apparat
Perkolator är även benämning på en apparat med teknisk/industriell betydelse. Den används för lakning av lösliga ämnen ur ett fast material, och man tar då hjälp av ett lösningsmedel.